# ジェミニウイルス科
ジェミニウイルス科（Geminiviridae）は植物に感染するウイルスのグループで、一本鎖の環状DNAをゲノムとして持つ。ビリオンは2つの正二十面体がつながった特異な形をしており、「双子」の意味でジェミニと名付けられた。

## 性質
ビリオンにはエンベロープがなく、カプシドは二十面体の直径が18-20nm、全体の長さが約30nmある。各二十面体に1つのDNA分子（2500-3000塩基）が含まれる。DNAは多くの種では1種類だが、ベゴモウイルス属の多くでは2種類からなり、両方の同時感染が必要である。ゲノム上の遺伝子は数個で、転写の方向は遺伝子により違う。DNAポリメラーゼ、DNA修復酵素や転写因子など基本的な機能に関して宿主に依存している。DNAは細胞核内で細菌のプラスミドや一部ファージと同じローリングサークル様式で複製される。
ヨコバイやコナジラミなどの昆虫により媒介される。症状としては葉脈に沿った黄斑、退色斑が特徴的である。

## 属とおもな種
- マストレウイルス属 Mastrevirus

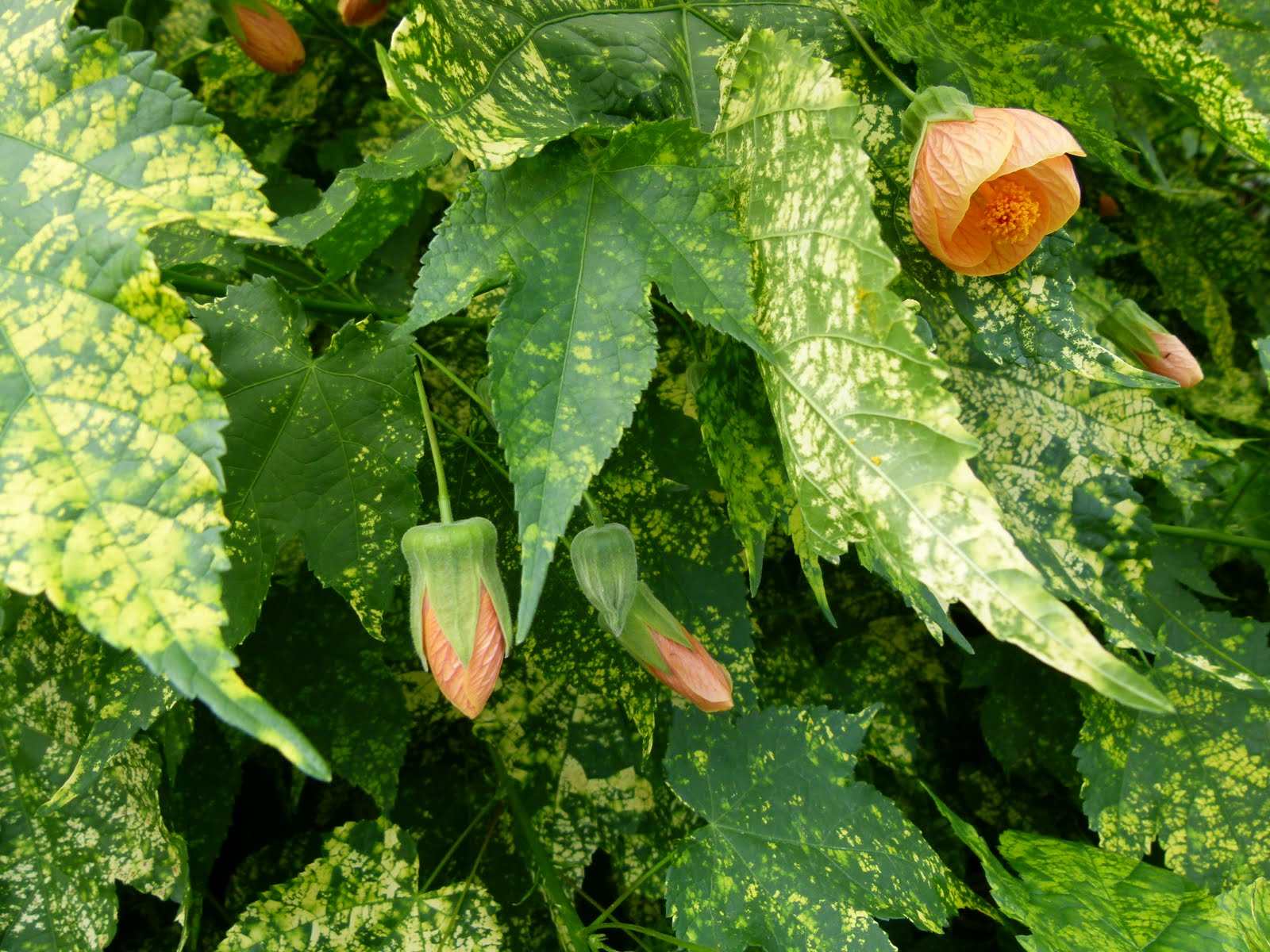
ベゴモウイルス属の一種であるアブチロンモザイクウイルスによる黄変

  - Maize streak virus（MSV）
  - Miscanthas streak virus（MiSV）
  - タバコ黄萎ウイルス　Tobacco yellow dwarf virus（TYDV）
  - Chloris straite mosaic virus（CSMV）
- クルトウイルス属 Curtovirus
  - Beet curly top virus（BCTV）
- ベゴモウイルス属 Begomovirus
  - Bean golden mosaic virus（BGMV）
  - Cassava latent vitus（CLV）
  - Mungbean yellow mosaic virus（MYMV）
- トポクウイルス属 Topocuvirus
  - Tomato pseudo-curly top virus

## 人間とのかかわり
万葉集で孝謙天皇が「沢蘭（ヒヨドリバナ）を抜きて」という題名でつぎの歌を詠んだとされる。
歌の内容はおそらくジェミニウイルスによる症状を示しており、植物ウイルスに関する記録としても世界最古といわれる
1970年ごろ、大阪府立大学の農学部教授の井上忠男と尾崎武司がこの歌におけるヒヨドリバナの黄葉の原因となるウイルスを突き止めた。